# Giáo hoàng Gioan V
Gioan V (Tiếng Latinh: Joannes V) là vị Giáo hoàng thứ 82 của Giáo hội Công giáo. Theo niên giám tòa thánh năm 1806 thì ông đắc cử Giáo hoàng vào năm 685 và ở ngôi Giáo hoàng trong 1 năm và 10 ngày. Niên giám tòa thánh năm 2003 xác định triều đại của ông bắt đầu vào ngày 23 tháng 7 năm 685 và kết thúc vào ngày 2 tháng 8 năm 686.
Người ta biết rất ít về ông. Giáo hoàng Joannes V sinh tại Antioch, Syria. Cuộc bầu chọn ngài bị triều đình Byzantine gây áp lực. Ngài tái lập trật tự cho các giáo phận ở Sardegna và Corse, tranh đấu cho Toà Thánh quyền bổ nhiệm các giám mục ở các hải đảo này. Ngài đại diện cho Đức Agatho tại Công Đồng Constantinopolis. 